# 新星出版社
新星出版社（NEW STAR PRESS），是一家中国大陆的出版社，ISBN代号为978-7-5133。

## 概况
- 1989年成立，主要出版中华人民共和国对外宣传类出版物，出版品未公开发行[1]。

- 2004年10月，经国家新闻出版总署批准，出版范围调整为国内外公开出版发行，并领取出版许可证。同年12月，注册为有限责任公司[1]。

- 目前为中国国际出版集团成员[2]。

- 2006年，开始以“午夜文库”名义引进海外推理小说[3]，现以出版推理小说而著名。

- 2012年，推出“幻象文库”书系，向科幻小说和奇幻小说领域发展[4]。

- 曾涉足日本轻小说代理，于2012年引进GA文库《断罪的EXCEED》系列[5]，但发售前2卷后即无后续出版消息。

## 出版品牌
- 午夜文库 - 引进欧美和日本推理小说，兼顾发行原创作品。午夜文库包含阿加莎•克里斯蒂系列作品[6]，松本清张[7]等，目前已發行六百餘本書。[8]

- 幻象文库 - 引进欧美和日本科幻小说与奇幻小说，兼顾发行原创作品。

- 萌星轻小说 - 引进日本轻小说系列。

## 漫画
- 《漩涡》（伊藤润二）
- 《伊藤润二短篇精选集》（伊藤润二）
- 《JoJo的奇妙冒险》（荒木飞吕彦）
- 《鱼》（伊藤润二）
- 《三国志》（横山光辉）
- 《地狱星REMINA》（伊藤润二）
- 《R先生的甜品时间》（漫画：云田晴子、食谱：福田里香）
- 《暮然回首》（藤本树）
- 《山与食欲与我》（信浓川日出雄）
- 《天国大魔境》（石黑正数）出版预定
- 《PLUTO冥王》（原作：手冢治虫、漫画：浦泽直树）
- 《峰仓和也短篇集》（ 峰仓和也）
- 《ACCA13区监察课》（小野夏芽）出版预定[9]

合作出版
- 《尖帽子的魔法工房》（白滨鸥）*海星创造出品
- 《海归线》（今敏）*读库漫编室出品
- 《卡夫卡的<城堡>及其他三篇》（森泉岳土）*读库漫编室出品
- 《梦晕》（藤本理）*读库漫编室出品
- 《朋友们》（高野文子）*读库漫编室出品
- 《一根棒》（高野文子）*读库漫编室出品
- 《呐，妈妈》（池边葵）*读库漫编室出品
- 《海兽的孩子》（五十岚大介）*读库漫编室出品
- 《神探夏洛克》（脚本：史蒂文·莫法特、马克·加蒂斯，作画：Jay.）*海星创造出品
- 《咖啡时间》（丰田彻也）*读库漫编室出品
- 《暗流》（丰田彻也）*读库漫编室出品
- 《护目镜》（丰田彻也）*读库漫编室出品
- 《想在东京买个房子》（池边葵）*读库漫编室出品
- 《巨人战争》（三浦建太郎）*次元书馆出品